# 125. peruť (Izrael)
125. peruť (hebrejsky טייסת 125‎), známá také jako Peruť lehkých vrtulníků, je bývalá jednotka Izraelského vojenského letectva, vybavená vrtulníky Bell 206 a dislokovaná na letišti Sde Dov.